# Jason ou la Toison d'or
Jason, ou la toison d'or est un opéra du compositeur français Pascal Collasse sur un livret de Jean-Baptiste Rousseau, créé en 1696 à Paris. L'histoire reprend le mythe grecque de Jason. 

## Histoire
Le livret, écrit par Jean-Baptiste Rousseau, est basé sur la légende de Jason, et est mis en musique par le compositeur français Pascal Collasse. 
La première a lieu à l'Académie royale de musique le 15 janvier 1696 (parfois mentionné au 6 ou 17 janvier), mais ne récolte que peu de succès. L'insuccès de l'ouvrage est principalement porté au compte de la faible qualité du texte produit par le librettiste, alors encore jeune ; le goût du public ne se satisfait pas des vers écrits par Jean-Baptiste Rousseau et ce premier reproche au compositeur d'avoir accepté de les mettre en musique. Par ailleurs, les représentations génèrent également des critiques, notamment envers les costumes. De ce fait, l'opéra est éjecté de l'affiche dès le 5 février au profit d'une reprogrammation d'un ballet créé avec grand succès quelque temps avant. 

## Description
Jason ou la toison d'or est une tragédie en musique en un prologue et cinq actes. Le récit s'inspire de l'Argonautiques d'Apollonios de Rhodes.

### Rôles
Les rôles de Jason ou la toison d'or sont distribués selon ces personnages :
| Rôle                                  | Tessiture | Créateur         |
| ------------------------------------- | --------- | ---------------- |
| Aétès, roi de Colchos                 |           |                  |
| Médée, fille d’Aétès, enchanteresse   | soprano   | Marie Le Rochois |
| Jason, chef des Argonautes            |           |                  |
| Orphée, Argonaute, confident de Jason |           |                  |
| Hypsipyle, reine de Lemnos            |           |                  |
| Vénus                                 |           |                  |
| Neptune                               |           |                  |
| L'Amour                               |           |                  |
| La sibylle                            |           |                  |